# Dasineura senecionis
Dasineura senecionis är en tvåvingeart som först beskrevs av Ewald Rübsaamen 1925.  Dasineura senecionis ingår i släktet Dasineura och familjen gallmyggor.
Artens utbredningsområde är Tyskland. Inga underarter finns listade i Catalogue of Life.